# Parvis Élise-et-Célestin-Freinet
Le parvis Élise-et-Célestin-Freinet est une voie située dans le 4e arrondissement de Paris, en France.

## Situation et accès
Il est situé au croisement de la rue du Renard et de la rue Saint-Merri (4e arrondissement de Paris), devant l'école Saint-Merri.

## Origine du nom

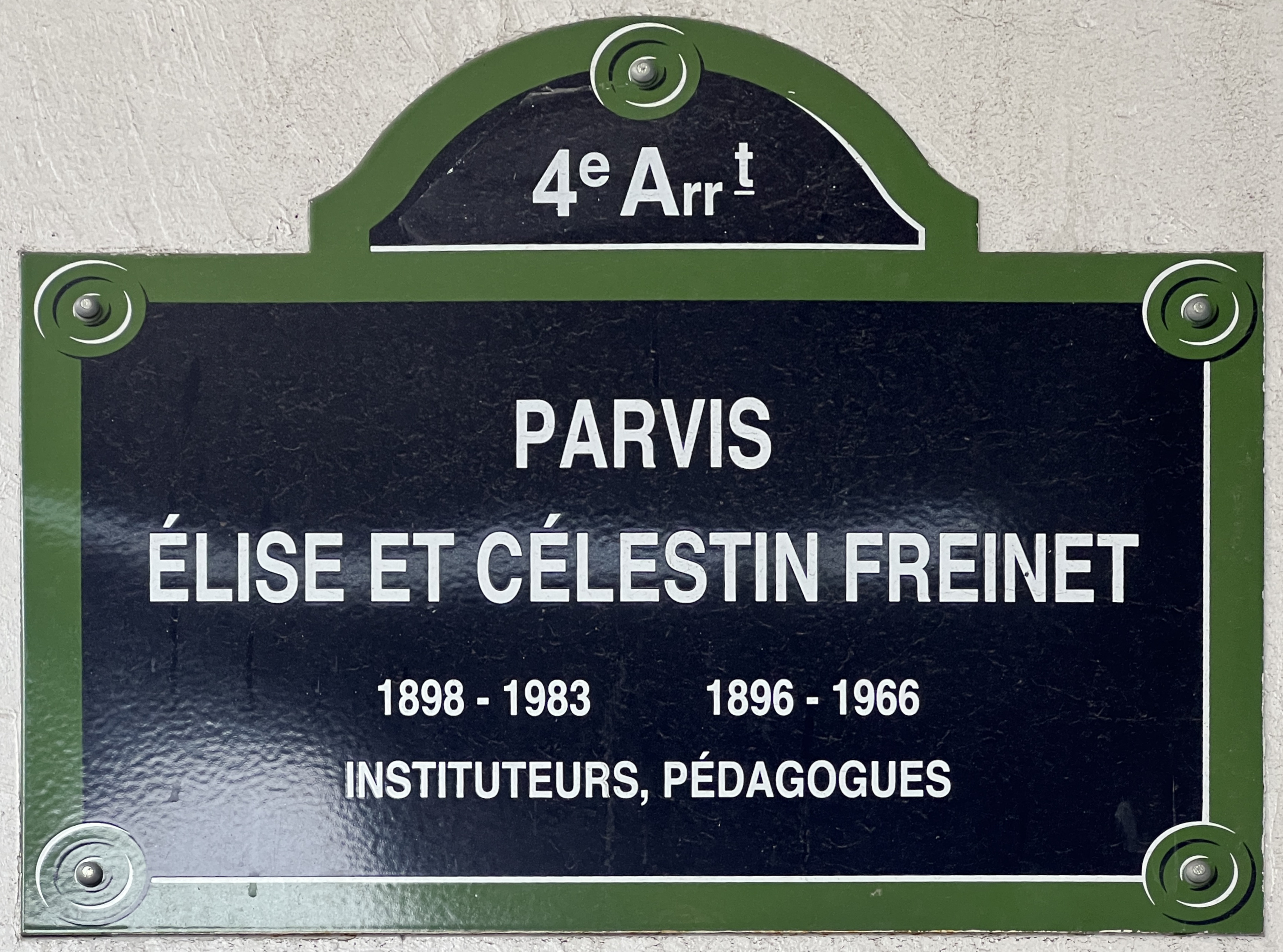
Plaque du parvis.

Le parvis rend hommage au couple de pédagogues Élise (1898-1983) et Célestin Freinet (1896-1966).

## Historique
Le parvis est aménagé sur l'emprise d'un passage piétonnier situé devant l'édifice des années 1970 qui accueille l'école et la piscine Marie-Marvingt. Jugé sombre et malodorant, il est à l'origine coincé entre le bâtiment et la sortie du tunnel du parking du centre Pompidou, si bien qu'une opération de réhabilitation est lancée en 2019. Celle-ci consiste en la suppression des grilles et bunkers en béton situés sous les arcades et la réduction de la sortie automobile afin d'élargir en surface l'espace piétonnier, l'arasement de la fontaine désaffectée et son remplacement par une zone de verdure, ainsi que le baptême du parvis sous sa dénomination actuelle.